# Qarabucaq
Qarabucaq (ryska: Карабуджак) är en ort i Azerbajdzjan.   Den ligger i distriktet Kürdämir rayonu, i den centrala delen av landet, 150 km väster om huvudstaden Baku. Antalet invånare är 1 485.
Terrängen runt Qarabucaq är mycket platt. Närmaste större samhälle är Kürdämir, 11,8 km sydost om Qarabucaq.
Trakten runt Qarabucaq består till största delen av jordbruksmark. Runt Qarabucaq är det ganska tätbefolkat, med 54 invånare per kvadratkilometer.